# Джерело «Лисячі кринички»
Джерело «Лисячі кринички» — гідрологічна пам'ятка природи місцевого значення. Об'єкт розташований на території Маньківського району Черкаської області, село Кищенці.
Площа — 0,1 га, статус отриманий у 1972 році.